# Глен-Ридж (Флорида)
Глен-Ридж (англ. Glen Ridge) — муниципалитет, расположенный в округе Палм-Бич (штат Флорида, США) с населением в 276 человек по статистическим данным переписи 2000 года.

## География
По данным Бюро переписи населения США муниципалитет Глен-Ридж имеет общую площадь в 0,52 квадратных километров, водных ресурсов в черте населённого пункта не имеется.
Муниципалитет Глен-Ридж расположен на высоте 3 м над уровнем моря.

## Демография
По данным переписи населения 2000 года в Глен-Ридж проживало 276 человек, 67 семей, насчитывалось 96 домашних хозяйств и 105 жилых домов. Средняя плотность населения составляла около 530,77 человек на один квадратный километр. Расовый состав населённого пункта распределился следующим образом: 81,88 % белых, 9,06 % — чёрных или афроамериканцев, 0,72 % — коренных американцев, 0,36 % — азиатов, 7,97 % — представителей смешанных рас, Испаноговорящие составили 10,87 % от всех жителей.
Из 96 домашних хозяйств в 36,5 % воспитывали детей в возрасте до 18 лет, 50,0 % представляли собой совместно проживающие супружеские пары, в 10,4 % семей женщины проживали без мужей, 29,2 % не имели семей. 18,8 % от общего числа семей на момент переписи жили самостоятельно, при этом 8,3 % составили одинокие пожилые люди в возрасте 65 лет и старше. Средний размер домашнего хозяйства составил 2,88 человек, а средний размер семьи — 3,35 человек.
Население муниципалитета по возрастному диапазону по данным переписи 2000 года распределилось следующим образом: 30,1 % — жители младше 18 лет, 5,1 % — между 18 и 24 годами, 29,3 % — от 25 до 44 лет, 21,7 % — от 45 до 64 лет и 13,8 % — в возрасте 65 лет и старше. Средний возраст жителей составил 36 лет. На каждые 100 женщин в Глен-Ридж приходилось 98,6 мужчин, при этом на каждые сто женщин 18 лет и старше приходилось 85,6 мужчин также старше 18 лет.
Средний доход на одно домашнее хозяйство составил 39 500 долларов США, а средний доход на одну семью — 51 563 доллара. При этом мужчины имели средний доход в 24 643 доллара США в год против 29 583 доллара среднегодового дохода у женщин. Доход на душу населения составил 39 500 долларов в год. 3,1 % от всего числа семей в населённом пункте и 4,8 % от всей численности населения находилось на момент переписи населения за чертой бедности, при этом 1,7 % из них были моложе 18 лет и 7,0 % — в возрасте 65 лет и старше.